# درديب (السودان)
تقع محلية درديب في شرق السودان ,بلقرب منها تم تنفيذ مسح جيوكهربي للبحث عن المياه الجوفية ,ودراسة الجيولوجيا العامة للمنطقة يساعد في التعرف على ماتحت السطح (التراكيب الجيولوجية)
وهي من المحليات الموجودة داخل بورتسودان ولاية البحر الاحمر.
وعين احمد محمود رئيس لمحلية درديب معتمدا للمحلية.

## تحتوى
تحتوي المحلية على بئر جديدة حيث كشفت الحكومة عن ادخال 8آبار في الشبكة الاساسية للمياه  بمحلية درديب في وقت اعلت فيه عن حفر 13 بئر منها 4 آبار في الارياف الشرقيه والجنوبية.

## وصلات خارجية
مواقع محلية بورتسودان.